# Copa sud-coreana de futbol
La Copa sud-coreana de futbol (o Korean FA Cup) és la màxima competició futbolística per eliminatòries de Corea del Sud. La disputen els clubs de la K-League, Korean National League, i diversos clubs amateurs i universitaris. S'inicià l'any 1996.

## Història
| Any  | Campió                  | Finalista                     | Marcador      |
| ---- | ----------------------- | ----------------------------- | ------------- |
| 1996 | Pohang Atoms            | Suwon Samsung Bluewings       | 0-0 (7-6 pen) |
| 1997 | Chunnam Dragons         | Cheonan Ilhwa Chunma          | 1-0           |
| 1998 | Anyang LG Cheetahs      | Ulsan Hyundai Horang-i        | 2-1           |
| 1999 | Cheonan Ilhwa Chunma    | Jeonbuk Hyundai Dinos         | 3-0           |
| 2000 | Jeonbuk Hyundai Motors  | Seongnam Ilhwa Chunma         | 2-0           |
| 2001 | Daejeon Citizen         | Pohang Steelers               | 1-0           |
| 2002 | Suwon Samsung Bluewings | Pohang Steelers               | 1-0           |
| 2003 | Jeonbuk Hyundai Motors  | Chunnam Dragons               | 2-2 (4-2 pen) |
| 2004 | Busan I'cons            | Bucheon SK                    | 1-1 (4-3 pen) |
| 2005 | Jeonbuk Hyundai Motors  | Ulsan Hyundai Mipo Dolphin FC | 1-0           |
| 2006 | Chunnam Dragons         | Suwon Samsung Bluewings       | 2-0           |
| 2007 | Chunnam Dragons         | Pohang Steelers               | 6-3 (agregat) |
| 2008 | Pohang Steelers         | Gyeongnam FC                  | 2-0           |